# Selección de fútbol sala de Jamaica
La Selección de fútbol sala de Jamaica es el equipo que representa al país en la Copa Mundial de fútbol sala de la FIFA y en el Campeonato de Futsal de Concacaf; y es controlado por la Federación de Fútbol de Jamaica.

## Estadísticas

### Copa Mundial de Futsal FIFA
| Copa Mundial de fútbol sala de la FIFA | Copa Mundial de fútbol sala de la FIFA | Copa Mundial de fútbol sala de la FIFA | Copa Mundial de fútbol sala de la FIFA | Copa Mundial de fútbol sala de la FIFA | Copa Mundial de fútbol sala de la FIFA | Copa Mundial de fútbol sala de la FIFA | Copa Mundial de fútbol sala de la FIFA |
| Año                                    | Ronda                                  | J                                      | G                                      | E                                      | P                                      | GF                                     | GC                                     |
| -------------------------------------- | -------------------------------------- | -------------------------------------- | -------------------------------------- | -------------------------------------- | -------------------------------------- | -------------------------------------- | -------------------------------------- |
| 1989 - 2012                            | No participó                           | No participó                           | No participó                           | No participó                           | No participó                           | No participó                           | No participó                           |
| 2016                                   | No clasificó                           | No clasificó                           | No clasificó                           | No clasificó                           | No clasificó                           | No clasificó                           | No clasificó                           |
| 2021                                   | No participó                           | No participó                           | No participó                           | No participó                           | No participó                           | No participó                           | No participó                           |
| 2024                                   | No participó                           | No participó                           | No participó                           | No participó                           | No participó                           | No participó                           | No participó                           |
| Total                                  | 0/10                                   | -                                      | -                                      | -                                      | -                                      | -                                      | -                                      |

### Campeonato de Futsal de Concacaf
| Campeonato de Futsal de Concacaf | Campeonato de Futsal de Concacaf | Campeonato de Futsal de Concacaf | Campeonato de Futsal de Concacaf | Campeonato de Futsal de Concacaf | Campeonato de Futsal de Concacaf | Campeonato de Futsal de Concacaf | Campeonato de Futsal de Concacaf |
| Año                              | Ronda                            | J                                | G                                | E                                | P                                | GF                               | GC                               |
| -------------------------------- | -------------------------------- | -------------------------------- | -------------------------------- | -------------------------------- | -------------------------------- | -------------------------------- | -------------------------------- |
| 1996 - 2012                      | No participó                     | No participó                     | No participó                     | No participó                     | No participó                     | No participó                     | No participó                     |
| 2016                             | No clasificó                     | No clasificó                     | No clasificó                     | No clasificó                     | No clasificó                     | No clasificó                     | No clasificó                     |
| 2021                             | No participó                     | No participó                     | No participó                     | No participó                     | No participó                     | No participó                     | No participó                     |
| 2024                             | No participó                     | No participó                     | No participó                     | No participó                     | No participó                     | No participó                     | No participó                     |
| Total                            | 0/8                              | -                                | -                                | -                                | -                                | -                                | -                                |